# Орден Звезды Италии
Орден Звезды Италии (итал. Ordine della Stella d’Italia) — государственная награда Итальянской Республики.

## История
До введения ордена Звезды Италии существовал орден Звезды итальянской солидарности, присуждавшийся за вклад в восстановление Италии после Второй мировой войны. Статут старого ордена уже не отвечал реалиям современной Италии, поэтому награда декретом № 13 от 3 февраля 2011 года была заменена на новый орден с новым статутом.

## Статут ордена
Орден присуждается гражданам Италии, проживающим за рубежом, и иностранцам за особые заслуги в развитии дружественных отношений и сотрудничества между Италией и другими странами и за развитие связей с Италией.
Награда присуждается Президентом Италии по предложению министра иностранных дел после консультаций с Советом ордена. Совет ордена состоит из 4 членов под председательством министра иностранных дел.
Орден Звезды Италии состоит из 5 классов:
- Кавалер Большого креста (итал. Cavaliere di Gran Croce)
- Великий офицер (итал. Grand’Ufficiale )
- Командор (итал. Commendatore )
- Офицер (итал. Ufficiale)
- Кавалер (итал. Cavaliere)

Также учреждён особый класс «Большой крест Почёта» (итал. Gran Croce d’Onore) для награждения лиц, погибших или получивших серьёзные увечья при осуществлении за границей деятельности «высокой гуманитарной ценности».
|                         |                        |                             |                                       |                                                       |                                                                      |
| Планки                  |                        |                             |                                       |                                                       |                                                                      |
| Кавалер итал. Cavaliere | Офицер итал. Ufficiale | Командор итал. Commendatore | Великий офицер итал. Grande ufficiale | Кавалер Большого креста итал. Cavaliere di gran croce | Кавалер Большого креста почёта итал. Cavaliere di gran croce d’onore |